# Cippatrice

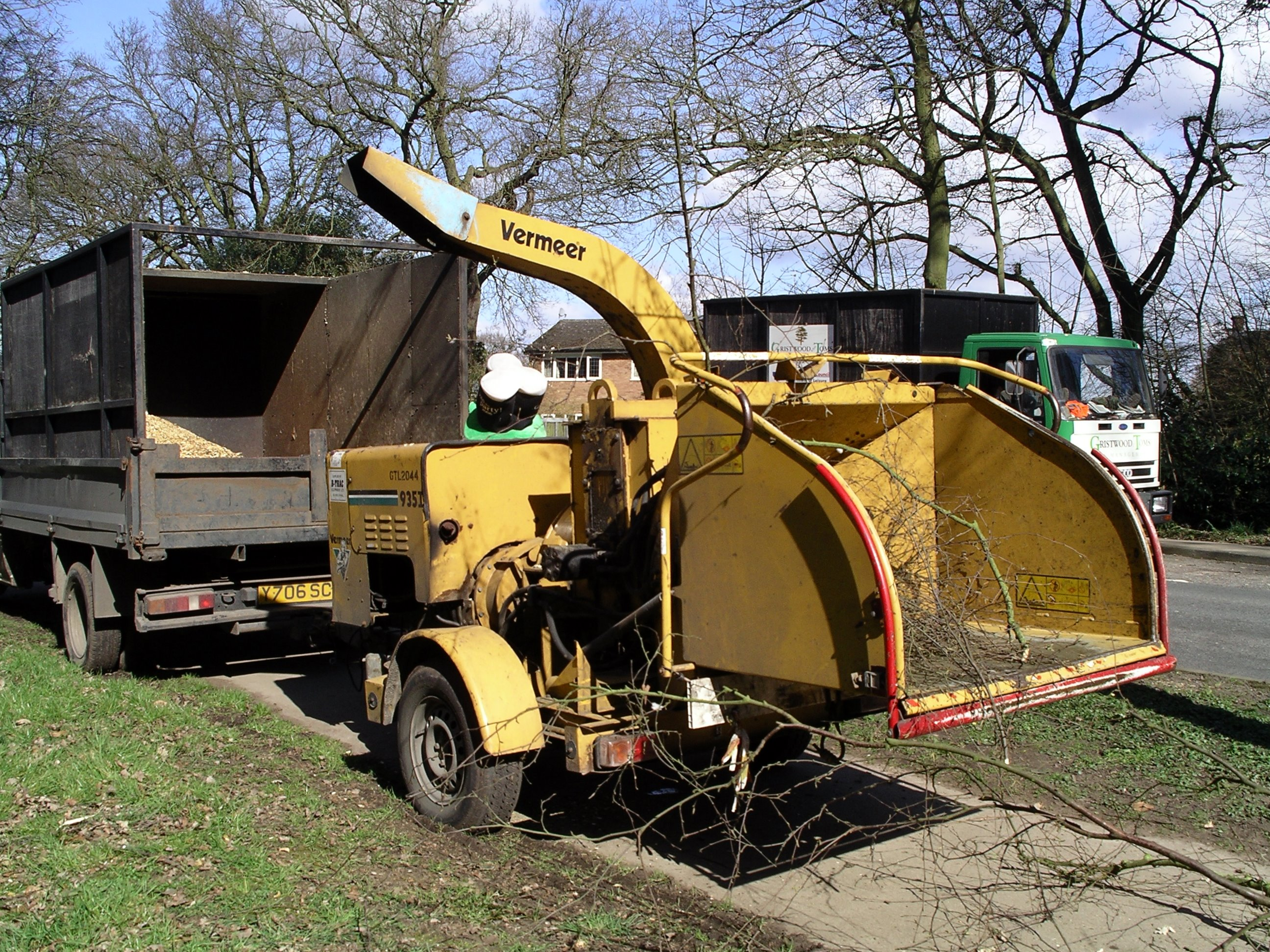
Una cippatrice

La cippatrice è una macchina usata per ridurre in piccole scaglie il legno.
Il materiale prodotto si chiama cippato, ha una pezzatura che va da 10 a circa 70 millimetri. Può essere adoperato in processi industriali per produrre carta o pannelli, oppure essere utilizzato come combustibile.
Le più comuni cippatrici sono di due tipi: cippatrice a disco e cippatrice a tamburo.
Le cippatrici, a seconda delle dimensioni e della potenza, sono in grado di lavorare ramaglie di pochi millimetri di diametro nei modelli hobbistici, fino a piante intere con tronco e chioma per modelli industriali con potenze di centinaia di kW.